# Fodbold under sommer-OL 1924
Fodboldturneringen under sommer-OL 1924 blev spillet i Paris og 22 hold deltog og for første gang ikke udelukkende hold fra Europa. 

## Medaljer
| Fodbold OL 1924 Paris | Fodbold OL 1924 Paris | Fodbold OL 1924 Paris | Fodbold OL 1924 Paris | Fodbold OL 1924 Paris | Fodbold OL 1924 Paris |
| --------------------- | --------------------- | --------------------- | --------------------- | --------------------- | --------------------- |
| Nr.                   | Land                  | Guld                  | Sølv                  | Bronze                | Totalt                |
| 1.                    | Uruguay               | 1                     | 0                     | 0                     | 1                     |
| 2.                    | Schweiz               | 0                     | 1                     | 0                     | 1                     |
| 3.                    | Sverige               | 0                     | 0                     | 1                     | 1                     |
| Totalt                | Totalt                | 1                     | 1                     | 1                     | 3                     |

## Resultat
| Dato                                | Kamp               | Res. | Stadion           | Tilskuere |
| ----------------------------------- | ------------------ | ---- | ----------------- | --------- |
| 1. runde                            |                    |      |                   |           |
| 25.5.                               | ITA – ESP          | 1-0  | Stade de Colombes | 20 000    |
| 25.5.                               | SUI – LTU          | 9-0  | Stade Pershing    |           |
| 25.5.                               | USA – EST          | 1-0  | Stade de Paris    |           |
| 25.5.                               | TCH – TUR          | 5-2  | Stade Bergeyre    | 5 000     |
| 26.5.                               | URY – YUG          | 7-0  | Stade de Colombes | 1 000     |
| 26.5.                               | HUN – POL          | 5-0  | Stade Bergeyre    | 3 000     |
| 26.5.                               | SWE – POR          | w/o  |                   |           |
| Ottendedelsfinaler OL 1924 fodbold: |                    |      |                   |           |
| 27.5.                               | NED – ROU          | 6-0  | Stade de Colombes | 1 000     |
| 27.5.                               | FRA – LVA          | 7-0  | Stade de Paris    | 15 000    |
| 28.5.                               | IRL – BEL          | 1-0  | Stade de Colombes | 1 500     |
| 28.5.                               | SUI – TCH          | 1-1  | Stade Bergeyre    | 12 000    |
| 29.5.                               | SWE – BEL          | 8-1  | Stade de Colombes | 8 532     |
| 29.5.                               | ITA – LUX          | 2-0  | Stade Pershing    | 2 000     |
| 29.5.                               | URY – USA          | 3-0  | Stade Bergeyre    |           |
| 29.5.                               | EGY – HUN          | 3-0  | Stade de Paris    | 8 000     |
| Ottendedelsfinaler – omkamp:        |                    |      |                   |           |
| 30.5.                               | SUI – TCH          | 1-0  | Stade Bergeyre    | 10 000    |
| Kvartfinaler OL 1924 fotball:       |                    |      |                   |           |
| 1.6.                                | URY – FRA          | 5-1  | Stade de Colombes | 45 000    |
| 1.6.                                | SWE – EGY          | 5-0  | Stade Pershing    | 6 484     |
| 2.6.                                | NED – IRL          | 2-1  | Stade de Paris    | 2 000     |
| 2.6.                                | SUI – ITA          | 2-1  | Stade Bergeyre    | 12 000    |
| Semifinaler OL 1924 fotball:        |                    |      |                   |           |
| 5.6.                                | SUI – SWE          | 2-1  | Stade de Colombes | 7 448     |
| 6.6.                                | URY – NED          | 2-1  | Stade de Colombes | 40 000    |
| Bronsefinale OL 1924 fotball:       |                    |      |                   |           |
| 8.6.                                | SWE – NED          | 1-1  | Stade de Colombes | 9 915     |
| 9.6.                                | SWE – NED (omkamp) | 3-1  | Stade de Colombes | 40 522    |
| Finale OL 1924 fotball:             |                    |      |                   |           |
| 9.6.                                | URY – SUI          | 3-0  | Stade de Colombes | 41 000    |

### Medaljevinderne
| Placering | Land    | Spiller |
| --------- | ------- | --- |
| 1.        | Uruguay | José Andrade Pedro Arispe Pedro Cea Alfredo Ghierra Andrés Mazali José Nasazzi José Naya Pedro Petrone Ángel Romano Zoilo Saldombide Héctor Scarone Humberto Tomasina Antonio Urdinarán Santos Urdinarán José Vidal Alfredo Zibechi                                     |
| 2.        | Schweiz | Max Abegglen Félix Bedouret Walter Dietrich Karl Ehrenbolger Paul Fässler Edmond Kramer Adolphe Mengotti August Oberhauser Robert Pache Aron Pollitz Hans Pulver Rudolf Ramseyer Adolphe Reymond Paul Schmiedlin Paul Sturzenegger                                      |
| 3.        | Sverige | Axel Alfredsson Charles Brommesson Gustaf Carlsson Albin Dahl Sven Friberg Fritjof Hillén Konrad Hirsch Gunnar Holmberg Per Kaufeldt Tore Keller Rudolf Kock Sigfrid Lindberg Sven Lindqvist Evert Lundquist Sten Mellgren Sven Rydell Harry Sundberg Thorsten Svensson |